# 1468 Zomba
1468 Zomba este un asteroid care intersectează orbita planetei Marte.

## Descriere
1468 Zomba este un asteroid care intersectează orbita planetei Marte. Asteroidul prezintă o orbită caracterizată de o semiaxă mare de 2,20 ua, o excentricitate de 0,27 și o înclinație de 9,9° în raport cu ecliptica.